# Hévízi komplex balneoterápia
A hévízi komplex balneoterápia a Hévízi-tó vize gyógyhatásán alapul. A Hévízi Szent András Reumakórház és Gyógyfürdőben végzett három fizioterápiás kezeléscsoport képezi az alapját:
- balneoterápia (vízzel történő kezelés)
- elektroterápia (árammal történő kezelés)
- mechanoterápia (mozdulatokkal történő kezelés)

Balneoterápiás kezeléseket végezhetnek "normál" és gyógyvízzel egyaránt. A gyógyvízzel történő kezelés jelentősen fokozza a kezelés és a terápia hatását. Többnyire mozgásszervi betegségek kezelésére alkalmazzák.
Az elektroterápiás kezelés esetében kis vagy nagyfrekvenciás kezeléseket alkalmaznak. A kisfrekvenciás kezelések fájdalomcsillapítóak, míg a nagyfrekvenciás kezelések során szöveti vérbőséget idéznek elő, gyorsítják a gyógyulást. A kezelés során alacsony rezgésű áramot vezetnek a kezelt testrészbe két elektródán keresztül.
A mechanoterápia a mozdulatokra építő független gyógymód, mely szintén fontos része a hévízi komplex kúrának.